# Dieter Wirth
Dieter Wirth  (* 22. August 1959 in Mittelfranken) ist ein deutscher Schriftsteller, der auf Hochdeutsch und in ostfränkischer Mundart schreibt und in Niederlindach, einem Ortsteil von Heßdorf, im mittelfränkischen Landkreis Erlangen-Höchstadt lebt.

## Leben
Wirth, gelernter Einzelhandelskaufmann und Versicherungsfachmann, war lange Jahre als Lagerist beschäftigt und ist zurzeit beim Blutspendedienst Nürnberg tätig. Er verfasste in jungen Jahren Gedichte und Kurzgeschichten, später auch Märchen. Angeregt von seinem Werk „Die Gedanken eines Mittelfranken“ ging er dazu über, regionale Frankenkrimis zu schreiben, die zwar in hochdeutscher Sprache gehalten sind, deren Dialogpartien jedoch zu großen Teilen in ostfränkischer Mundart abgefasst sind. Protagonisten dieser teilweise auf wahren Begebenheiten beruhenden, stets humorvoll angelegten Frankenkrimis sind der frühpensionierte Kommissar und Privatdetektiv Leo Spritzer und dessen Freund, der Hauptwachtmeister – später Kommissar – Hansi Kurzer. Gemäß eigener Aussage möchte der überzeugte Franke Wirth in seinen Werken den Lesern "die Menschen in Franken und ihr Verhalten, wie sie wirklich sind", in humoristischer Weise näherbringen.

## Werke (Auswahl)
Humor
- Die Gedanken eines Mittelfranken (2015), ISBN 978-1-5175-6764-4.

Frankenkrimis
- Rotlichtfieber im Erlanger Umland (2016), ISBN 978-1-5193-9571-9 (Alternativtitel:  Der Nymphensittich kennt den Mörder).
- Kontra, Re und tot. Der zweite Fall von Spritzer und Kurzer (2017), ISBN 978-1-5203-8309-5.
- Erben und Sterben. Der dritte Fall von Spritzer und Kurzer (2017), ISBN 978-1-5424-0276-7.
- Schäufala mit Glöß. Der vierte Fall von Spritzer und Kurzer (2019), ISBN 978-1-0955-3646-9.